# Geoffrey Somerset (6e baron Raglan)
Geoffrey Somerset, 6e baron Raglan (né le 29 août 1932) est un pair britannique, homme d'affaires et homme politique conservateur.

## Jeunesse
Raglan est le fils cadet de FitzRoy Somerset (4e baron Raglan), de son mariage avec Julia Hamilton, fille du 11e Lord Belhaven et Stenton. Il fait ses études à la Dragon School, à Oxford, à la Westminster School et au Royal Agricultural College.
Le maréchal FitzRoy Somerset, le premier baron, est le huitième fils d'Henry Somerset (5e duc de Beaufort), de sorte que les baron Raglan sont dans la lignée de succession au duché de Beaufort.

## Carrière
Après avoir terminé son service national en tant qu'officier dans les Grenadier Guards, Raglan est stagiaire au sein du groupe Rootes de 1954 à 1957, instructeur à la Standard Motor Company 1957-1960, puis directeur des ventes et plus tard du marketing, Lambourn Engineering de 1960 à 1971. De 1971 à 1994, il est expéditeur de vins et de 1994 à 2013, courtier d'assurances.
Il est président de la division Lambourn St John Ambulance 1964-1981, président de la branche de Lambourn de la Royal British Legion 1963-1977, membre du conseil du comté de Berkshire 1966-1975 (président du sous-comité du bien-être mental, président des foyers pour enfants et Sous-comité des crèches, président des foyers pour enfants, président des gouverneurs des écoles spéciales de Tesdale & Bennet House). Il est membre du conseil de district de Newbury de 1979 à 1983 et préside son comité des loisirs et des équipements, président de la Stanford Conservative Association de 1984 à 1988 et de nouveau de 1997 à 2000, membre du Oxfordshire Valuation Tribunal et plus tard président des Thames Valley Valuation Tribunal entre 1987 et 2004, membre du conseil du comté d'Oxfordshire 1988-1993, président Vale du district de White Horse de la Campagne pour la protection de l'Angleterre rurale (CPRE) 2000-2004 (et membre du comité à ce jour). Il est également vice-président de l'Oxfordshire Grenadier Guards Association et Liveryman de la Worshipful Company of Skinners.
Il accède au titre de baron Raglan le 24 janvier 2010 à la mort de son frère aîné, Fitzroy Somerset, le 5e baron.

## Famille
En 1956, Geoffrey Somerset épouse Caroline Rachel Hill (décédée le 5 juillet 2014), une fille du colonel Edward Roderick Hill, de St Arvans Court, Chepstow, Monmouthshire, de son mariage avec Rachel Hicks Beach. Ils ont trois enfants, deux filles et un fils aujourd'hui décédé.
1. Belinda Caroline Somerset, aujourd'hui Boyd (née le 9 février 1958), fait ses études à la St Gabriel's School, Newbury, Chatelard School, Bradfield College, fondatrice et directrice des relations publiques de 20-20, mariée en 1989 à Nicholas Gant Boyd, fils aîné du Cdr Christopher Boyd.
2. Arthur Geoffrey Somerset (27 avril 1960 - 25 juillet 2012), fait ses études à la Dragon School d'Oxford et au Bradfield College, épouse en 2001 Tanya Arabel, fille unique de Roger Broome. Il est le fondateur et PDG de Mask Event Design & Production (1988-2008), président de l'International Special Events Society UK & Europe (2002-2004), vice-président régional Europe, Moyen-Orient et Afrique (2004-2005), Président Trellech Conservateurs à partir de 2011. Il a plusieurs enfants : Inigo Arthur Fitzroy Somerset (né le 7 juillet 2004), désormais héritier présomptif de la baronnie ; Ivo Geoffrey Arthur Tarsus Somerset (né le 6 juillet 2007) ; et Oona-Vita Olwen Phyllis Caroline Somerset (née en février 2010).
3. Lucy Ann Somerset (née le 8 février 1963) fait ses études à l'école St Gabriel de Newbury, épouse en 1998 Richard Scott Watson et a Rachel Elise (née en 2000), George Anthony (né en 2002), Theo Alan (né en 2004).

## Domaine
Le siège de la famille est Cefntilla Court (en), Llandenny, dans le Monmouthshire. Le 5e baron Raglan lègue Cefntilla au fils de sa sœur, et non aux héritiers de la baronnie,. Le testament est contesté par Arthur Somerset, fils et héritier de Geoffrey Somerset, mais après sa mort le 25 juillet 2012, le différend est réglé.